# 曹新庄站
曹新庄站是一个陇海线上的已撤销铁路车站，位于河南省兰考县三义寨乡，建于1966年。曾经为四等站，邮政编码为475301。